# Amt Schwaan
Im Amt Schwaan sind sechs Gemeinden und die Stadt Schwaan (Amtssitz) zur Erledigung ihrer Verwaltungsgeschäfte zusammengeschlossen. Das Amt liegt im Landkreis Rostock in Mecklenburg-Vorpommern (Deutschland).

## Die Gemeinden mit ihren Ortsteilen
- Benitz mit Ortsteil Brookhusen
- Bröbberow mit Ortsteilen Groß Grenz und Klein Grenz
- Kassow mit Ortsteilen Neu Kassow und Werle
- Rukieten mit Ortsteil Göldenitz
- Stadt Schwaan mit Ortsteilen Bandow, Dorf Tatschow, Hof Tatschow und Letschow
- Vorbeck' mit Ortsteil Kambs
- Wiendorf mit Ortsteilen Neu Wiendorf, Niendorf und Zeez

## Geschichte
Ein Amt Schwaan bestand bereits im Herzogtum Mecklenburg. 1921 wurde es in das Amt Bützow überführt, 1925 in das Amt Güstrow. (Siehe Kreisreformen in Deutschland.)

## Belege
1. ↑  Statistisches Amt M-V – Bevölkerungsstand der Kreise, Ämter und Gemeinden 2023 (XLS-Datei) (Amtliche Einwohnerzahlen in Fortschreibung des Zensus 2011) (Hilfe dazu).